# Kerbal Space Program 2
Kerbal Space Program 2 (kurz: KSP2) ist eine Weltraumsimulation und der Nachfolger von Kerbal Space Program. Das Videospiel erschien nach mehreren Verschiebungen am 24. Februar 2023 in einer Early-Access-Version. Es wurde von dem Studio Intercept Games für Windows, PlayStation 4, PlayStation 5, Xbox One und Xbox Series entwickelt.

## Neuerungen
Eine geplante Neuerung in Kerbal Space Program 2 sind Kolonien, die das Sammeln von Ressourcen erlauben, um damit Strukturen, Raumstationen, Habitate und einzigartige Treibstoffarten zu produzieren. Die Kolonien können fortschrittlich genug werden, um selbstständig Raumfahrzeuge zu erbauen. In Kerbal Space Program 2 werden in Zukunft außerdem interstellare Reisen möglich sein, die zur Erforschung neuer Planeten führen. Es wurde zudem ein Mehrspieler-Modus angekündigt. Es sollen neue Konstruktionselemente verfügbar sein, wie zum Beispiel neue Triebwerke oder Treibstoffe. Außerdem wurde die Grafik verbessert.

## Planeten
Kerbal Space Program 2 hat im jetzigen Stand die bisherigen Planeten von Kerbal Space Program.

## Early Access Information
Das Label Private Division war unter Take-Two für das Publishing kleinerer Titel wie "KSP 2" zuständig. Nun verkaufte Take-Two die Abteilung an Unbekannt. Die zukünftige Entwicklung von Kerbal Space Program 2 bleibt derzeit unklar.
Stand März 2025: Sämtliche Mitarbeiter der Take-Two-Abteilung wurden zu anderen Projekte versetzt oder ihnen wurde gekündigt. Die Rechte an KSP2 sind nicht mehr öffentlich zugänglich, doch gibt es seitens der Community Hinweise, dass ehemalige Mitarbeiter des Studios Annapurna Interactive die Rechte des Spiels Kerbal Space Program 2 besitzen. Diese Hinweise aus der Community lassen sich leider nur sehr schwer verifizieren.
Aktuell verkauft Steam Valve bis heute das Spiel, obwohl kein Entwickler mehr offiziell daran arbeitet. Obwohl der Titel als Early Access angeboten wurde, gab es nach dem Absprung des Hauptentwicklers einige Rückforderungen, welche Steam Valve nachgekommen sind, sofern die Kriterien ihre Rückgabe Richtlinien erfüllt wurden. Der Zukunft des Spieletitels ist weiterhin ungewiss.